# Islândia nos Jogos Olímpicos de Inverno de 2006
A Islândia mandou 5 competidores para os Jogos Olímpicos de Inverno de 2006, em Turim, na Itália. A delegação não conquistou nenhuma medalha.

## Desempenho

### Esqui alpino
| Atletas                     | Evento                   | Final      | Final      | Final      | Final   | Final |
| Atletas                     | Evento                   | 1ª Corrida | 2ª Corrida | 3ª Corrida | Total   | Pos.  |
| --------------------------- | ------------------------ | ---------- | ---------- | ---------- | ------- | ----- |
| Björgvin Björgvinsson       | Slalom gigante masculino | DNF        | DNF        | DNF        | DNF     | DNF   |
| Björgvin Björgvinsson       | Slalom masculino         | 57.07      | 54.16      |            | 1:51.23 | 22    |
| Dagný Linda Kristjánsdóttir | Downhill feminino        |            |            |            | 1:59.43 | 23    |
| Dagný Linda Kristjánsdóttir | Super-G feminino         |            |            |            | 1:34.56 | 23    |
| Dagný Linda Kristjánsdóttir | Slalom gigante feminino  | DNF        | DNF        | DNF        | DNF     | DNF   |
| Dagný Linda Kristjánsdóttir | Combinado feminino       | 1:59.43    | 44.23      | 48.37      | 3:04.25 | 28    |
| Kristján Uni Óskarsson      | Slalom gigante masculino | DNF        | DNF        | DNF        | DNF     | DNF   |
| Kristján Uni Óskarsson      | Slalom masculino         | 58.92      | 55.78      |            | 1:54.70 | 28    |
| Sindri M. Pálsson           | Downhill masculino       |            |            |            | 1:57.69 | 48    |
| Sindri M. Pálsson           | Slalom masculino         | DNF        | DNF        | DNF        | DNF     | DNF   |
| Sindri M. Pálsson           | Combinado masculino      | 1:46.04    | DNF        | DNF        | DNF     | DNF   |
| Kristinn Ingi Valsson       | Slalom masculino         | 1:03.27    | 56.53      |            | 1:59.80 | 35    |

Legenda
| Recorde mundial      | Recorde mundial (World record)               |                       | Recorde africano                      | Recorde africano (African) |                                           | Q | Classificado por posição (Qualified) |
| Recorde olímpico     | Recorde olímpico (Olympic record)            | Recorde da América    | Recorde da América (Americas)         | q                          | Classificado por melhor tempo (Qualified) |   |                                      |
| Melhor marca do ano  | Melhor marca do ano (World leading)          | Recorde asiático      | Recorde asiático (Asian)              | DNS                        | Não largou (Did not start)                |   |                                      |
| Recorde nacional     | Recorde nacional (National record)           | Recorde europeu       | Recorde europeu (European)            | DNF                        | Não terminou (Did not finish)             |   |                                      |
| Recorde pessoal      | Recorde pessoal do atleta (Personal best)    | Recorde da Oceania    | Recorde da Oceania (Oceania)          | DSQ / DQ                   | Desclassificado (Disqualified)            |   |                                      |
| Recorde da temporada | Recorde da temporada do atleta (Season best) | Recorde sul-americano | Recorde sul-americano (South America) | NM                         | Sem marca (No mark)                       |   |                                      |